# Burgstall Burgstallberg
Der Burgstall Burgstallberg liegt 200 Meter nördlich des Weilers Burgstallberg und etwa 2,5 Kilometer nordwestlich des Gemeindesitzes Breitenberg im Landkreis Passau von Bayern. Die Anlage wird als Bodendenkmal unter der Aktennummer D-2-7248-0005 im Bayernatlas als „Burgstall des hohen oder späten Mittelalters (‚Burgstallberg‘)“ geführt.

## Beschreibung
Die abgegangene ovale Höhenburganlage liegt auf dem Burgstallberg. Das Areal des Burgstalls nimmt in Ost-West-Richtung rund 350 Meter ein und in Nord-Süd-Richtung 150 Meter. Der Innenraum steigt etwa zehn Meter über den Randwall an.